# In Your Eyes (песен на Нийв Кавана)
„In Your Eyes“ (на български: В твоите очи) е песен, изпята от ирландската певица Нийв Кавана, спечелила Евровизия 1993 в Милстрийт, Ирландия за страната-домакин Ирландия със 187 точки. Песента е любовна песен, написана и композирана от Джими Уолш, където певицата разказва как, след като е самотна, е намерила любовта и небето в обятията на своя любим и как това я е променило.
Нийв Кавана донася домакинска победа, тъй като състезанието се провежда в Милстрийт, Ирландия, поради победата на Линда Мартин през 1992 г. в Малмьо, Швеция. Това е втората от трите победи в Ирландия в началото на 90-те години. Песента е изпълнена под номер 14 в конкурсната вечер, следвайки Швеция и предхождайки Люксембург. След окончателното приключване на гласуването, песента получава общо 187 точки, класирайки се на първо място в поле от общо 25 песни.
Песента е наследена като победител през 1994 г. от дуото Пол Харингтън и Чарли МакГеттиган, които също представляват страната-домакин Ирландия, с песента „Rock 'n' Roll Kids“. Нийв Кавана се завръща в песенния конкурс през 2010 г. в Осло, Норвегия с песента „It's for You“ („Това е за теб“), като накрая се класира на 23-то място с 25 точки на финала.